# Gran Premio Città di Lugano 2021
L'Axion Swiss Bank Gran Premio Città di Lugano 2021, trentasettesima edizione della corsa, valevole come evento dell'UCI Europe Tour 2021 categoria 1.1, si è svolto il 27 giugno 2021 su un percorso di 179,2 km, con partenza e arrivo a Lugano, in Svizzera. La vittoria è stata appannaggio dell'italiano Gianni Moscon, che ha completato il percorso in 4h53'00" alla media di 36,696 km/h precedendo il connazionale Valerio Conti e il belga Ben Hermans.
Al traguardo di Lugano 45 ciclisti, dei 117 alla partenza, portarono a termine la competizione.

## Squadre e corridori partecipanti
| N.    | Cod. | Squadra                     |
| ----- | ---- | --------------------------- |
| 1-7   | UAD  | UAE Team Emirates           |
| 11-17 | TQA  | Team Qhubeka NextHash       |
| 21-27 | ISN  | Israel Start-Up Nation      |
| 31-37 | IGD  | Ineos Grenadiers            |
| 41-47 | BEX  | Team BikeExchange           |
| 51-57 | BCF  | Bardiani-CSF-Faizanè        |
| 61-67 | ANS  | Androni Giocattoli-Sidermec |
| 71-77 | ARK  | Team Arkéa-Samsic           |
| 81-87 | EOK  | Eolo-Kometa Cycling Team    |

| N.      | Cod. | Squadra                       |
| ------- | ---- | ----------------------------- |
| 91-97   | GAZ  | Gazprom-RusVelo               |
| 101-107 | TNN  | Team Novo Nordisk             |
| 111-117 | THR  | Vini Zabù                     |
| 121-127 | SRA  | Swiss Racing Academy          |
| 131-137 | NIP  | Team Nippo-Provence-PTS Conti |
| 141-147 | BTC  | Beltrami TSA Tre Colli        |
| 151-157 | IRC  | Iseo Serrature-Rime-Carnovali |
| 161-167 | AMO  | Amore & Vita                  |
| 171-177 | VBG  | Team Vorarlberg               |

## Ordine d'arrivo (Top 10)
| Pos. | Corridore       | Squadra      | Tempo    |
| ---- | --------------- | ------------ | -------- |
| 1    | Gianni Moscon   | Ineos        | 4h53'00" |
| 2    | Valerio Conti   | UAE          | a 20"    |
| 3    | Ben Hermans     | Israel       | s.t.     |
| 4    | Simon Pellaud   | Androni      | a 32"    |
| 5    | Diego Ulissi    | UAE          | a 56"    |
| 6    | Simone Velasco  | Gazprom      | a 57"    |
| 7    | Dion Smith      | BikeExchange | a 1'27"  |
| 8    | Davide Orrico   | Vini Zabù    | s.t.     |
| 9    | Marco Tizza     | Amore & Vita | a 1'28"  |
| 10   | Markus Wildauer | Vorarlberg   | a 1'33"  |